# مناورات سيف عبد الله
مناورات سيف عبد الله أو (بالإنجليزية: Abdullah Sword Maneuvers)‏ هي مناورات عسكرية تُحاكي ثلاث مسارح عمليات على ثلاث جبهات حرب في وقت واحد، وتجريها السعودية بمشاركة كل من الحرس الوطني السعودي ووزارة الدفاع ووزارة الداخلية. وسميت بهذا الاسم نسبة إلى خادم الحرمين الشريفين الملك عبد الله بن عبد العزيز.

## هدف المناورات
- إرسال رسالة تحذير واضحة لمن يهدد الأمن الوطني والاستقرار السعودي ومن يحاول التدخل في الشؤون الداخلية
- التأكيد على جاهزية جيش المملكة وقواتها العسكرية وقدراتها الفاعلة في التصدي لأي تهديد لأمنها القومي
- التدريب واستخدام أحدث الأجهزة والمعدات العسكرية وأكثرها تطوراً
- رفع قدرة الجندي السعودي لمواجهة التحديات المستقبلية، والتعامل مع أحدث الأجهزة المتقدمة من الناحية التقنية لتحقيق المرونة وخفة الحركة والحشد النيراني
- اختبارا حقيقي تحت الظروف الطبيعية للجاهزية القتالية لرجال القوات المسلحة للوقوف على جميع المهام التي يكلفون بها مستقبلاً
- محاكاة جميع الظروف المتوقعة للحرب ومن جهات مختلفة لحدود المملكة، حيث يشهد التمرين عمليات قتالية جوية وبحرية وبرية وبكافة التضاريس والظروف
- وضع القوات المسلحة والقطاعات العسكرية على أهبة الاستعداد عند وقوع أي مكروه وتنفيذ المهام التي توكل إليها
- التصدي للمتسللين من المناطق الجنوبية، ومن يتقنون خوض حروب الجبال
- صد أي عدو قادم إلى سواحل المملكة

## المناورات المنفذة

### سيف عبد الله 2014
جرت المناورة في الفترة من 16 إلى 27 إبريل 2014 على ثلاثة مسارح عمليات في وقت واحد في المنطقة الجنوبية، والمنطقة الشرقية، والمنطقة الشمالية، لاختلاف تضاريس ودرجة حرارة وطبيعة الأرض في كل منطقة، فيما أديرت عمليات المعارك المنفذة هناك من مركز عمليات موحد في الرياض الذي يعد المركز الرئيسي في صناعة واتخاذ القرار العسكري السعودي. تجاوز عدد المشاركين في المناورة أكثر من 130 ألف جندي, وتضمنت تطبيق سيناريوهات عدة للمعارك، ومناورات بالذخيرة الحية.
شخصيات حضرت اختتام المناورة
كان في مقدمة الحضور الأمير سلمان بن عبد العزيز آل سعود ولي العهد السعودي وعاهل البحرين الملك حمد بن عيسى آل خليفة و الفريق أول الشيخ محمد بن زايد آل نهيان ولي عهد أبو ظبي و نائب القائد العام للقوات المسلحة الإماراتية والشيخ خالد الصباح نائب رئيس الوزراء و وزير الدفاع الكويتي و قائد الجيش الباكستاني الفريق أول رحيل شريف.